# 渡辺京
渡辺 京（わたなべ みやこ、1981年10月17日 - ）は、新潟県出身の声優、俳優、女優、歌手。所属事務所はクロスアイデア。Lynks Project feat. 渡辺 京として音楽活動も開始
旧名は渡辺 加奈子。現在はPRUNUS-total beauty analysis-のイメージコンサルタントサロンを経営し、YouTubeも開設している

## 出演

### ドラマ
- コード・ブルー -ドクターヘリ緊急救命-（看護師、フジテレビ）
- 33分探偵（受付嬢、フジテレビ）
- モンスターペアレント（看護師、フジテレビ）
- 未来世紀シェイクスピア（保母、関西テレビ）
- 赤い糸（看護師、フジテレビ）
- 交渉人〜THE NEGOTIATOR〜 第2シリーズ（中里麻衣、テレビ朝日）
- コード・ブルー -ドクターヘリ緊急救命- 2nd season（看護師、フジテレビ）

### 映画
- ガマの油
- イザベラ...in deadly Soap（主演　美波ナミ役）
- かめのいる風景（ミナコ役）
- またいつもの公園で（ヒロイン　ユキ役）

### バラエティー
- 行列のできる法律相談所（DJ OZMAバックダンサー、日本テレビ）

### 舞台
- シノハラステージング#61「ゲラップ・ベイベ〜！！！」広子役
- シノハラステージング#63「改造人間哀歌2〜星空の約束〜」山下若子役
- Crators Unit LaPlace Theater Project Vol.2「蒼華」華岡いづみ役
- シノハラステージング#64「十五壮年漂流記」入江渚役
- VA-project READING LIVE「REAL」FRIEND(雫役)、蝉(ママ役)、順子(店長役)、友への手紙(母役)
- 新中野ワニズホール二人芝居「癒されない女」ヒーリングフレンド　ミカ（ロボット）役
- 劇団白納豆　あは、もう復活しちゃった公演「浦島綺譚」　ヒロイン　乙役
- 新中野ワニズホール　「声優ランドチャーミングライブVOL.1」あたりまえのこと、ざらざらした葛藤のメロディ、ジレンマ、例外、シンプルに
- 新中野ワニズホール　「声優ランド朗読劇場」ショートストーリー　2センチ、アナザーフェイス、朗読漫才　餅つきうさぎ
- シノハラステージング＃69「生きろ！〜勃発！平成関東大震災・東京駅地下サバイバル〜」渋谷明日香役
- 演劇ユニットmilky☆seventh  requiem☆
- 音楽劇「True  Love〜愛玩人形のうた〜」主演 アンドロイドi、ミチコ役
- ミュージカル座「何処へ行く」
- ミュージカル座「ルルドの奇跡」
- シノハラステージング「タイムリミット９」

### インターネット
- THE AXE EFFECT 水着モデル
- Tokyo Bordeless TV かまきりぃTV　MC
- hi-hoモバイルコース CMドラマ（蒼役）
- YouTube　miyakowatanabe渡辺京

### イベント
- からくりかまきりぃ　MC
- 東京ゲームショウ2010　ソニーブース
- 着物発信集団-糸糸-ファッションショーモデル（イベントfirly tale内）

### PV
- monobright 「英雄ノヴァ」 グラビアモデル

### 雑誌
- 初めてのたまごくらぶ2010夏号　モデル

### ボイスドラマ
- クローム襲撃（リッキー・ワイルドサイド、クローム　2役）
- ひまわりのうた（小峰レイ役）
- Another Puzzle〜時の旅人〜（ポーシャ・ミエル役）
- ひまわりのうた〜たいせつなひと〜（小峰レイ役）
- スリルウォーク（主演　平岡葵役）
- えんみゅ！〜ひまわり高校演劇ミュージカル部〜（中宮りん役）
- 「マリアとドラクゥ」from FINAL FANTASY VI 挿入歌

### CM
- DMM.com

### 楽曲
- Walk in thrill (スリルウォーク 主題歌・作詞、作曲 キイチ)
- the colors（えんみゅ！ひまわり高校演劇ミュージカル部 主題歌・作詞、作曲キイチ）

### LIVE
- One Family vol.21 (2014.7.27) 新宿グラムシュタイン